# NHL 1998/99
Die NHL-Saison 1998/99 war die 82. Spielzeit in der National Hockey League. 27 Teams spielten jeweils 82 Spiele. Den Stanley Cup gewannen die Dallas Stars nach einem 4:2-Erfolg in der Finalserie gegen die Buffalo Sabres. Nach zwei Finalteilnahmen der Minnesota North Stars holte das Nachfolge-Franchise aus Dallas den Cup erstmals nach Texas.
Wie im Vorjahr fand der Saisonauftakt abermals in Japan statt. In Tokio trafen die San Jose Sharks auf die Calgary Flames.
Mit der Aufnahme der Nashville Predators brach die NHL über Jahre gewachsene Strukturen auf. Mit der Southeast Division und der Northwest Division gab es zwei neue Gruppen, sodass von nun an in sechs geographisch geordneten Divisions gespielt wurde. Im Zuge der Neugliederung wechselten die Toronto Maple Leafs in die Eastern Conference.
Als Inhaber von 61 NHL-Rekorden erklärte Wayne Gretzky, der die letzten drei Jahre für die New York Rangers gespielt hatte, am Ende der Saison seinen Rücktritt. In seiner Karriere erzielte „The Great One“ 894 Tore und gab 1963 Vorlagen für 2857 Punkte.

## Reguläre Saison

### Abschlusstabellen
Abkürzungen: GP = Spiele, W = Siege, L = Niederlagen, T = Unentschieden nach Overtime, GF = Erzielte Tore, GA = Gegentore, Pts = Punkte

Erläuterungen: In Klammern befindet sich die Platzierung innerhalb der Conference;       = Playoff-Qualifikation,       = Divisions-Sieger,       = Conference-Sieger,       = Presidents’-Trophy-Gewinner

#### Eastern Conference
| Atlantic Division       | GP | W  | L  | T  | GF  | GA  | Pts |
| ----------------------- | -- | -- | -- | -- | --- | --- | --- |
| New Jersey Devils (1)   | 82 | 47 | 24 | 11 | 248 | 196 | 105 |
| Philadelphia Flyers (5) | 82 | 37 | 26 | 19 | 231 | 196 | 93  |
| Pittsburgh Penguins (8) | 82 | 38 | 30 | 14 | 242 | 225 | 90  |
| New York Rangers (10)   | 82 | 33 | 38 | 11 | 217 | 227 | 77  |
| New York Islanders (13) | 82 | 24 | 48 | 10 | 194 | 244 | 58  |

| Northeast Division      | GP | W  | L  | T  | GF  | GA  | Pts |
| ----------------------- | -- | -- | -- | -- | --- | --- | --- |
| Ottawa Senators (2)     | 82 | 44 | 23 | 15 | 239 | 179 | 103 |
| Toronto Maple Leafs (4) | 82 | 45 | 30 | 7  | 268 | 231 | 97  |
| Boston Bruins (6)       | 82 | 39 | 30 | 13 | 214 | 181 | 91  |
| Buffalo Sabres (7)      | 82 | 37 | 28 | 17 | 207 | 175 | 91  |
| Montréal Canadiens (11) | 82 | 32 | 39 | 11 | 184 | 209 | 75  |

| Southeast Division       | GP | W  | L  | T  | GF  | GA  | Pts |
| ------------------------ | -- | -- | -- | -- | --- | --- | --- |
| Carolina Hurricanes (3)  | 82 | 34 | 30 | 18 | 210 | 202 | 86  |
| Florida Panthers (9)     | 82 | 30 | 34 | 18 | 210 | 228 | 78  |
| Washington Capitals (12) | 82 | 31 | 45 | 6  | 200 | 218 | 68  |
| Tampa Bay Lightning (14) | 82 | 19 | 54 | 9  | 179 | 292 | 47  |

#### Western Conference
| Central Division         | GP | W  | L  | T  | GF  | GA  | Pts |
| ------------------------ | -- | -- | -- | -- | --- | --- | --- |
| Detroit Red Wings (3)    | 82 | 43 | 32 | 7  | 245 | 202 | 93  |
| St. Louis Blues (5)      | 82 | 37 | 32 | 13 | 237 | 209 | 87  |
| Chicago Blackhawks (10)  | 82 | 29 | 41 | 12 | 202 | 248 | 70  |
| Nashville Predators (12) | 82 | 28 | 47 | 7  | 190 | 261 | 63  |

| Northwest Division     | GP | W  | L  | T  | GF  | GA  | Pts |
| ---------------------- | -- | -- | -- | -- | --- | --- | --- |
| Colorado Avalanche (2) | 82 | 44 | 28 | 10 | 239 | 205 | 98  |
| Edmonton Oilers (8)    | 82 | 33 | 37 | 12 | 230 | 226 | 78  |
| Calgary Flames (9)     | 82 | 30 | 40 | 12 | 211 | 234 | 72  |
| Vancouver Canucks (13) | 82 | 23 | 47 | 12 | 192 | 258 | 58  |

| Pacific Division            | GP | W  | L  | T  | GF  | GA  | Pts |
| --------------------------- | -- | -- | -- | -- | --- | --- | --- |
| Dallas Stars (1)            | 82 | 51 | 19 | 12 | 236 | 168 | 114 |
| Phoenix Coyotes (4)         | 82 | 39 | 31 | 12 | 205 | 197 | 90  |
| Mighty Ducks of Anaheim (6) | 82 | 35 | 34 | 13 | 215 | 206 | 83  |
| San Jose Sharks (7)         | 82 | 31 | 33 | 18 | 196 | 191 | 80  |
| Los Angeles Kings (11)      | 82 | 32 | 45 | 5  | 189 | 222 | 69  |

### Beste Scorer
Unangefochten wurde Jaromír Jágr Topscorer. Ebenso deutlich war sein Vorsprung mit 16 Vorlagen auf seinen Verfolger. Mit 47 Toren war Teemu Selänne erfolgreichster Torschütze, während es Paul Kariya mit 429 Schüssen am häufigsten versuchte. In Überzahl war auch Selänne mit 25 Toren der Beste, während in Unterzahl Joe Sakic, Scott Pellerin und Brian Rolston mit je fünf Treffern erfolgreich waren. Mit einem Schnitt von 20,1 landete fast genau jeder fünfte Schuss von Dmytro Chrystytsch im Tor. Die Plus/Minus führte Alexander Karpowzew mit +39 an. Der böse Bube der Saison war Rob Ray mit 261 Strafminuten. Die besten Statistiken unter den Verteidigern hatte Al MacInnis mit 20 Toren und 62 Punkten. Nur bei den Vorlagen wurde er von Ray Bourque mit 47 übertroffen.
Abkürzungen: GP = Spiele, G = Tore, A = Assists, Pts = Punkte, +/- = Plus/Minus, PIM = Strafminuten; Fett: Saisonbestwert
| Spieler        | Team             | GP | G  | A  | Pts | +/- | PIM |
| -------------- | ---------------- | -- | -- | -- | --- | --- | --- |
| Jaromír Jágr   | Pittsburgh       | 81 | 44 | 83 | 127 | +17 | 66  |
| Teemu Selänne  | Anaheim          | 75 | 47 | 60 | 107 | +18 | 30  |
| Paul Kariya    | Anaheim          | 82 | 39 | 62 | 101 | +17 | 40  |
| Peter Forsberg | Colorado         | 78 | 30 | 67 | 97  | +27 | 108 |
| Joe Sakic      | Colorado         | 73 | 41 | 55 | 96  | +23 | 29  |
| Alexei Jaschin | Ottawa           | 82 | 44 | 50 | 94  | +16 | 54  |
| Eric Lindros   | Philadelphia     | 71 | 40 | 53 | 93  | +35 | 120 |
| Theoren Fleury | Calgary/Colorado | 75 | 40 | 53 | 93  | +26 | 86  |
| John LeClair   | Philadelphia     | 76 | 43 | 47 | 90  | +36 | 30  |
| Pavol Demitra  | St. Louis        | 82 | 37 | 52 | 89  | +13 | 16  |

### Beste Torhüter
Abkürzungen: GP = Spiele, TOI = Eiszeit (in Minuten), W = Siege, L = Niederlagen, T = Unentschieden, GA = Gegentore, SO = Shutouts, Sv% = gehaltene Schüsse (in %), GAA = Gegentorschnitt; Fett: Saisonbestwert
| Spieler       | Team    | GP | TOI  | W  | L  | T  | GA  | SO | Sv%   | GAA  |
| ------------- | ------- | -- | ---- | -- | -- | -- | --- | -- | ----- | ---- |
| Ron Tugnutt   | Ottawa  | 43 | 2508 | 22 | 10 | 8  | 75  | 3  | 0,925 | 1,79 |
| Dominik Hašek | Buffalo | 64 | 3817 | 30 | 18 | 14 | 119 | 9  | 0,937 | 1,87 |
| Byron Dafoe   | Boston  | 68 | 4001 | 32 | 23 | 11 | 133 | 10 | 0,925 | 1,99 |
| Ed Belfour    | Dallas  | 61 | 3536 | 35 | 15 | 9  | 117 | 5  | 0,923 | 1,99 |
| Roman Turek   | Dallas  | 26 | 1382 | 16 | 3  | 3  | 48  | 1  | 0,923 | 2,08 |

### Beste Rookiescorer
Seine Bestleistung von 34 Vorlagen waren die Grundlage für Milan Hejduk als erfolgreichster Scorer. Mark Parrish war mit seinen 26 Treffern der erfolgreichste Torjäger. Die Plus/Minus-Wertung der Rookies führte Sami Salo mit +20 an. Floridas Peter Worrell zeigte mit 258 Strafminuten, dass er schon in seiner ersten Saison niemanden fürchtete.
Abkürzungen: GP = Spiele, G = Tore, A = Assists, Pts = Punkte, +/- = Plus/Minus, PIM = Strafminuten
| Spieler          | Team       | GP | G  | A  | Pts | +/- | PIM |
| ---------------- | ---------- | -- | -- | -- | --- | --- | --- |
| Milan Hejduk     | Colorado   | 82 | 14 | 34 | 48  | +8  | 26  |
| Brendan Morrison | New Jersey | 76 | 13 | 33 | 46  | −4  | 18  |
| Chris Drury      | Colorado   | 79 | 20 | 24 | 44  | +9  | 62  |
| Jan Hrdina       | Pittsburgh | 82 | 13 | 29 | 42  | −2  | 40  |
| Mark Parrish     | Florida    | 73 | 24 | 13 | 37  | −6  | 25  |

## Stanley-Cup-Playoffs
|  | Conference-Viertelfinale                              | Conference-Viertelfinale | Conference-Viertelfinale |                    | Conference-Halbfinale | Conference-Halbfinale | Conference-Halbfinale |                |              | Conference-Finale | Conference-Finale | Conference-Finale |  |  | Stanley-Cup-Finale | Stanley-Cup-Finale | Stanley-Cup-Finale |
|  |                                                       |                          |                          |                    |                       |                       |                       |                |              |                   |                   |                   |  |  |                    |                    |                    |
|  | 1                                                     | New Jersey Devils        | 3                        |                    | 4                     | Toronto Maple Leafs   | 4                     |                |              |                   |                   |                   |  |  |                    |                    |                    |
|  | 8                                                     | Pittsburgh Penguins      | 4                        | 8                  | Pittsburgh Penguins   | 2                     |                       |                |              |                   |                   |                   |  |  |                    |                    |                    |
|  |                                                       |                          |                          |                    |                       |                       |                       |                |              |                   |                   |                   |  |  |                    |                    |                    |
|  | 2                                                     | Ottawa Senators          | 0                        | Eastern Conference | Eastern Conference    | Eastern Conference    |                       |                |              |                   |                   |                   |  |  |                    |                    |                    |
|  | 2                                                     | Ottawa Senators          | 0                        | Eastern Conference | Eastern Conference    | Eastern Conference    |                       |                |              |                   |                   |                   |  |  |                    |                    |                    |
|  | 7                                                     | Buffalo Sabres           | 4                        |                    |                       |                       |                       |                |              |                   |                   |                   |  |  |                    |                    |                    |
|  | 7                                                     | Buffalo Sabres           | 4                        | 4                  | Toronto Maple Leafs   | 1                     |                       |                |              |                   |                   |                   |  |  |                    |                    |                    |
|  |                                                       |                          |                          | 4                  | Toronto Maple Leafs   | 1                     |                       |                |              |                   |                   |                   |  |  |                    |                    |                    |
|  |                                                       | 7                        | Buffalo Sabres           | 4                  |                       |                       |                       |                |              |                   |                   |                   |  |  |                    |                    |                    |
|  | 3                                                     | 7                        | Buffalo Sabres           | 4                  | Carolina Hurricanes   | 2                     |                       |                |              |                   |                   |                   |  |  |                    |                    |                    |
|  | 3                                                     |                          |                          |                    | Carolina Hurricanes   | 2                     |                       |                |              |                   |                   |                   |  |  |                    |                    |                    |
|  | 6                                                     | Boston Bruins            | 4                        |                    |                       |                       |                       |                |              |                   |                   |                   |  |  |                    |                    |                    |
|  | 6                                                     | Boston Bruins            | 4                        |                    |                       |                       |                       |                |              |                   |                   |                   |  |  |                    |                    |                    |
|  |                                                       |                          |                          |                    |                       |                       |                       |                |              |                   |                   |                   |  |  |                    |                    |                    |
|  | 4                                                     | Toronto Maple Leafs      | 4                        | 6                  | Boston Bruins         | 2                     |                       |                |              |                   |                   |                   |  |  |                    |                    |                    |
|  | 4                                                     | Toronto Maple Leafs      | 4                        | 6                  | Boston Bruins         | 2                     |                       |                |              |                   |                   |                   |  |  |                    |                    |                    |
|  | 5                                                     | Philadelphia Flyers      | 2                        | 7                  | Buffalo Sabres        | 4                     |                       |                |              |                   |                   |                   |  |  |                    |                    |                    |
|  | 5                                                     | Philadelphia Flyers      | 2                        | 7                  | Buffalo Sabres        | 4                     | E7                    | Buffalo Sabres | 2            |                   |                   |                   |  |  |                    |                    |                    |
|  | (Die Teams werden nach der ersten Runde neu gesetzt.) |                          |                          |                    |                       |                       | E7                    | Buffalo Sabres | 2            |                   |                   |                   |  |  |                    |                    |                    |
|  |                                                       | W1                       | Dallas Stars             | 4                  |                       |                       |                       |                |              |                   |                   |                   |  |  |                    |                    |                    |
|  | 1                                                     | W1                       | Dallas Stars             | 4                  | Dallas Stars          | 4                     |                       | 1              | Dallas Stars | 4                 |                   |                   |  |  |                    |                    |                    |
|  | 1                                                     |                          |                          |                    | Dallas Stars          | 4                     |                       | 1              | Dallas Stars | 4                 |                   |                   |  |  |                    |                    |                    |
|  | 8                                                     | Edmonton Oilers          | 0                        | 5                  | St. Louis Blues       | 2                     |                       |                |              |                   |                   |                   |  |  |                    |                    |                    |
|  | 8                                                     | Edmonton Oilers          | 0                        | 5                  | St. Louis Blues       | 2                     |                       |                |              |                   |                   |                   |  |  |                    |                    |                    |
|  |                                                       |                          |                          |                    |                       |                       |                       |                |              |                   |                   |                   |  |  |                    |                    |                    |
|  | 2                                                     | Colorado Avalanche       | 4                        |                    |                       |                       |                       |                |              |                   |                   |                   |  |  |                    |                    |                    |
|  | 2                                                     | Colorado Avalanche       | 4                        |                    |                       |                       |                       |                |              |                   |                   |                   |  |  |                    |                    |                    |
|  | 7                                                     | San Jose Sharks          | 2                        |                    |                       |                       |                       |                |              |                   |                   |                   |  |  |                    |                    |                    |
|  | 7                                                     | San Jose Sharks          | 2                        | 1                  | Dallas Stars          | 4                     |                       |                |              |                   |                   |                   |  |  |                    |                    |                    |
|  |                                                       |                          |                          | 1                  | Dallas Stars          | 4                     |                       |                |              |                   |                   |                   |  |  |                    |                    |                    |
|  |                                                       | 2                        | Colorado Avalanche       | 3                  |                       |                       |                       |                |              |                   |                   |                   |  |  |                    |                    |                    |
|  | 3                                                     | 2                        | Colorado Avalanche       | 3                  | Detroit Red Wings     | 4                     |                       |                |              |                   |                   |                   |  |  |                    |                    |                    |
|  | 3                                                     |                          |                          |                    | Detroit Red Wings     | 4                     |                       |                |              |                   |                   |                   |  |  |                    |                    |                    |
|  | 6                                                     | Mighty Ducks of Anaheim  | 0                        | Western Conference | Western Conference    | Western Conference    |                       |                |              |                   |                   |                   |  |  |                    |                    |                    |
|  | 6                                                     | Mighty Ducks of Anaheim  | 0                        | Western Conference | Western Conference    | Western Conference    |                       |                |              |                   |                   |                   |  |  |                    |                    |                    |
|  |                                                       |                          |                          |                    |                       |                       |                       |                |              |                   |                   |                   |  |  |                    |                    |                    |
|  | 4                                                     | Phoenix Coyotes          | 3                        | 2                  | Colorado Avalanche    | 4                     |                       |                |              |                   |                   |                   |  |  |                    |                    |                    |
|  | 5                                                     | St. Louis Blues          | 4                        | 3                  | Detroit Red Wings     | 2                     |                       |                |              |                   |                   |                   |  |  |                    |                    |                    |

## NHL Awards und vergebene Trophäen
- Hauptartikel: NHL Awards 1999

| Auszeichnung                     | Spieler                   | Team                    |
| -------------------------------- | ------------------------- | ----------------------- |
| Art Ross Trophy:                 | Jaromír Jágr              | Pittsburgh Penguins     |
| Bill Masterton Memorial Trophy:  | John Cullen               | Tampa Bay Lightning     |
| Bud Light Plus-Minus Award:      | John LeClair              | Philadelphia Flyers     |
| Calder Memorial Trophy:          | Chris Drury               | Colorado Avalanche      |
| Conn Smythe Trophy:              | Joe Nieuwendyk            | Dallas Stars            |
| Frank J. Selke Trophy:           | Jere Lehtinen             | Dallas Stars            |
| Hart Memorial Trophy:            | Jaromír Jágr              | Pittsburgh Penguins     |
| James Norris Memorial Trophy:    | Al MacInnis               | St. Louis Blues         |
| Jack Adams Award:                | Jacques Martin            | Ottawa Senators         |
| King Clancy Memorial Trophy:     | Rob Ray                   | Buffalo Sabres          |
| Lady Byng Memorial Trophy:       | Wayne Gretzky             | New York Rangers        |
| Lester B. Pearson Award:         | Jaromír Jágr              | Pittsburgh Penguins     |
| Lester Patrick Trophy:           | Harry Sinden              |                         |
| Maurice 'Rocket' Richard Trophy: | Teemu Selänne             | Mighty Ducks of Anaheim |
| Vezina Trophy:                   | Dominik Hašek             | Buffalo Sabres          |
| William M. Jennings Trophy:      | Ed Belfour & Roman Turek  | Dallas Stars            |
| Presidents’ Trophy               | Presidents’ Trophy        | Dallas Stars            |
| Prince of Wales Trophy           | Prince of Wales Trophy    | Buffalo Sabres          |
| Clarence S. Campbell Bowl        | Clarence S. Campbell Bowl | Dallas Stars            |
| Stanley Cup                      | Stanley Cup               | Dallas Stars            |